# Friedrich Michelis
Pour les articles homonymes, voir Michelis.
Friedrich Bernhard Ferdinand Michelis (né le 27 juillet 1815 à Münster, mort le 28 mai 1886 à Fribourg-en-Brisgau) est un philosophe et théologien prussien.

## Biographie
Friedrich Michelis est le frère d'Eduard Michelis (de). Il va au gymnasium de Münster de 1827 à 1834. Il étudie la philosophie et la théologie catholique à Münster et devient prêtre en 1838. En 1849, il est chapelain et professeur de religion à Duisbourg. En 1849, il a un doctorat à Bonn. De 1849 à 1854, il est professeur d'histoire et de philosophie à la faculté de théologie de Paderborn (de). Alors qu'il est nommé directeur du collège Borromée de Münster (de) par l'évêque de Münster Johann Georg Müller, il rompt avec l'autorité épiscopale. De 1855 à 1864, il est prêtre à Albachten, près de Münster. En 1864, il devient professeur de philosophie au lycée Hosianum de Braunsberg en province de Prusse. En tant que disciple de l'Église vieille-catholique allemande, l'évêque Philipp Krementz le retire du Lyceum Hosianum. Finalement, en 1870, il est excommunié comme l'un des principaux porte-parole des anciens catholiques. Plus tard il est un prédicateur itinérant et un bref pasteur de la paroisse des vieux-catholiques à Constance et de 1875 jusqu'à sa mort à Fribourg-en-Brisgau.
De 1866 à 1867, il est membre de la Chambre des représentants de Prusse pour la circonscription d'Allenstein-Rößel (de). En 1867, il est également membre du Reichstag de la Confédération de l'Allemagne du Nord pour la circonscription de Dusseldorf 9 (Kempen). Il est un membre indépendant. Après un conflit avec le président du Reichstag, il démissionne spontanément le 21 mars 1867.
Sa tombe se trouve au grand cimetière de Fribourg-en-Brisgau. Le buste est de Karl Friedrich Moest (de), la base de Karl Andelfinger (de).